# Wépion
Wépion est une section de la ville belge de Namur (Région wallonne de Belgique). Située dans la partie méridionale de Namur, Wépion se trouve en bord de Meuse (route de Dinant) tout en ayant une partie ancienne sur les hauteurs. C'était une commune à part entière avant la fusion des communes de 1977. 

## Démographie
- Sources:INS, Rem:1831 jusqu'en 1970=recensements, 1976= nombre d'habitants au 31 décembre

## Histoire
Avant le régime révolutionnaire français
la commune de Wépion n’était pas aussi étendue qu’actuellement, elle ne comportait notamment pas la Seigneurie de Fooz (sud).
En 1792, la famille de Maloteau vendit les seigneuries de Fooz, Haye-à-Fooz et Wépion à Lambert-Alexis de Montpellier, fils puiné de Charles-Alexis (1717-1807), seigneur d'Annevoie, Rouillon, Ambresin etc, célèbre maître de forges de son temps et créateur des jardins d'Annevoie. Le 26 juin 1794, les français sont vainqueurs à Fleurus tandis que le 1er octobre 1795 marque la fin de l'Ancien régime avec le rattachement de nos provinces à la République française.
D'une commune rurale avant la Seconde Guerre mondiale, Wépion est devenue une cité résidentielle.

## Patrimoine et culture

### Patrimoine architectural

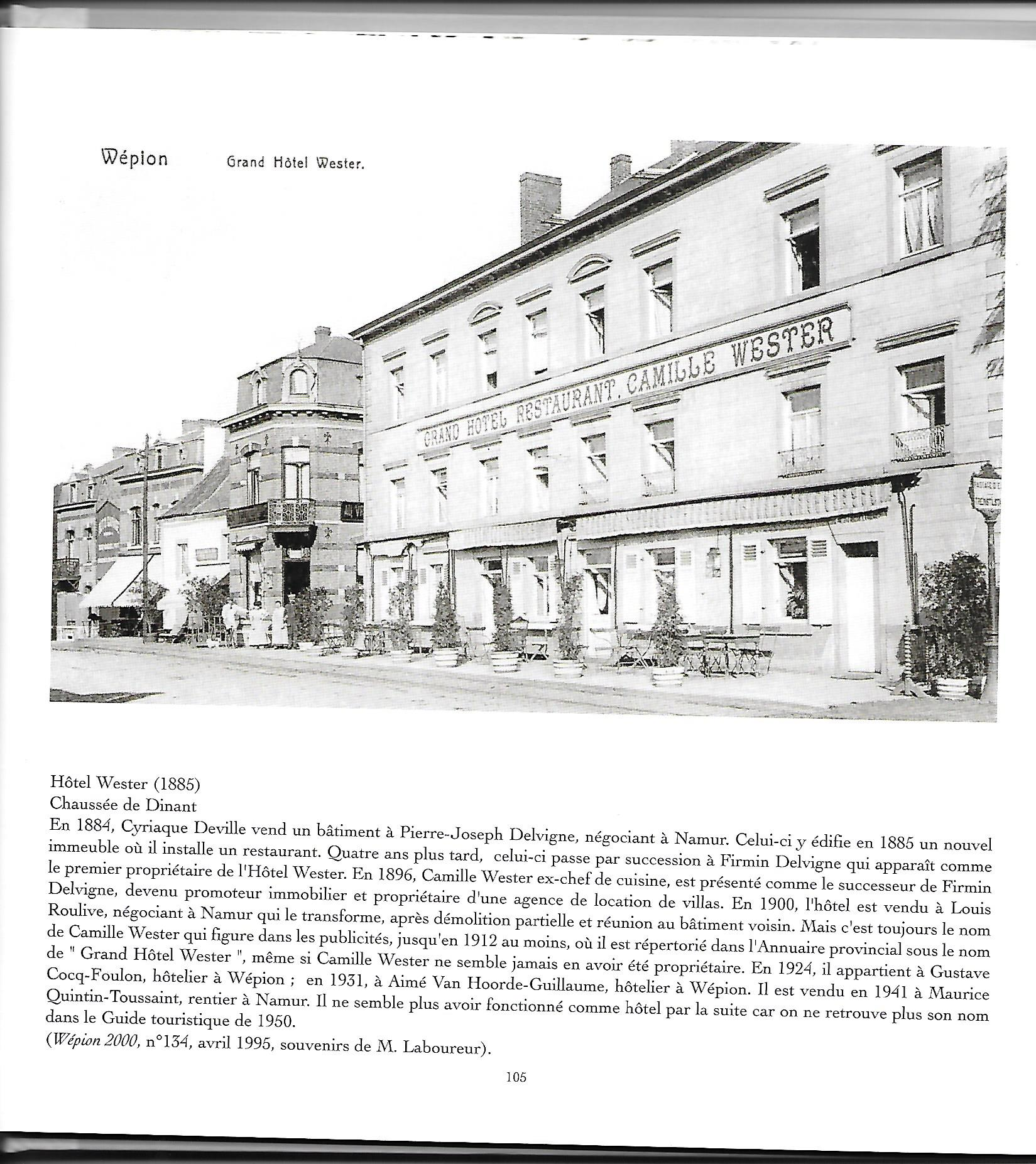
Wépion et ses Villas Mosanes.

- Le Fort de St-Héribert fait partie de l'ancienne position Fortifiée de Namur. Il fut actif durant les deux guerres mondiales. Presque entièrement disparu il ressort progressivement de terre depuis 2013 grâce à la Fondation "Emile Legros" et à quelques passionnés. Certaines parties peuvent aujourd'hui être visitées : voir www.fortsaintheribert.be.

- Les villas mosanes "Belle Époque" de la chaussée de Dinant.
- Eglise de l'Assomption. Construite de 1902 à 1904 en style néo-roman par l'architecte Van Gheluwe[1].
- Les bois et étangs de l'ancienne forêt de la Marlagne.
- Le plus grand séquoia de Belgique (45 mètres) et un cèdre du Liban bicentenaire.
- La promenade du bord de Meuse : ancien chemin de halage aménagé en RAVeL 2 (vues sur les Rochers de Néviau, l'île et le château de Dave).
- Les vestiges du 'Désert de Marlagne', ancien couvent de Pères Carmes ermites fondé en 1618 par les Archiducs Albert et Isabelle qui est disparue à la Révolution française[1], dont il reste notamment une chapelle et un porche monumental (XVIIe siècle). Il subsiste également un corps de logis Renaissance, une ferme et une grange. Des moniales bénédictines s'installèrent à l'abbaye en 1919 avant de se fixer définitivement à Ermeton-sur-Biert[2].

- Ancien moulin de la Marlagne. Datant de la première moitié du XIXe siècle[3].
- La ferme de Vévy Wéron, dont les prairies longent l'enceinte méridionale du couvent des Carmes ('Désert de Marlagne').
- Les anciennes bâtisses du Trieu Colin.
- Le jardin anglais du domaine du Sous-Bois (propriété privée ouverte occasionnellement au public)
- L'ancien portail et les dépendances du Château Drion (détruit), datant de 1865, construit au sein du domaine du couvent des Carmes de la Marlagne.
- Ferme de Notre-Dame au Bois. Ancienne habitation du desservant de la chapelle construite en 1696, aujourd'hui disparue[3].
- Eglise de l'Assomption de Fooz. Edifice de style néo-classique daté au-dessus du portail de 1848[4].
- Le château de Fooz. Siège d'une seigneurie foncière qui est achetée en 1623 par Albert de Tamison à l'hôpital Saint-Jacques de Namur, vendue en 1753 à Thomas Maloteau, seigneur hautain du lieu et président du Conseil provinciale puis à Lambert-Alexis de Montpellier. Au XIXe siècle, il est la propriété des Wasseige. Le château a été construit en trois phases aux XVIIe et XVIIIe siècles, agrandi au XIXe siècle[5].

### Culture
- Le Centre culturel Marcel Hicter.

- Le Centre spirituel jésuite fondé en 1971.

#### Musée
Le Musée de la fraise.

## Galerie d'images

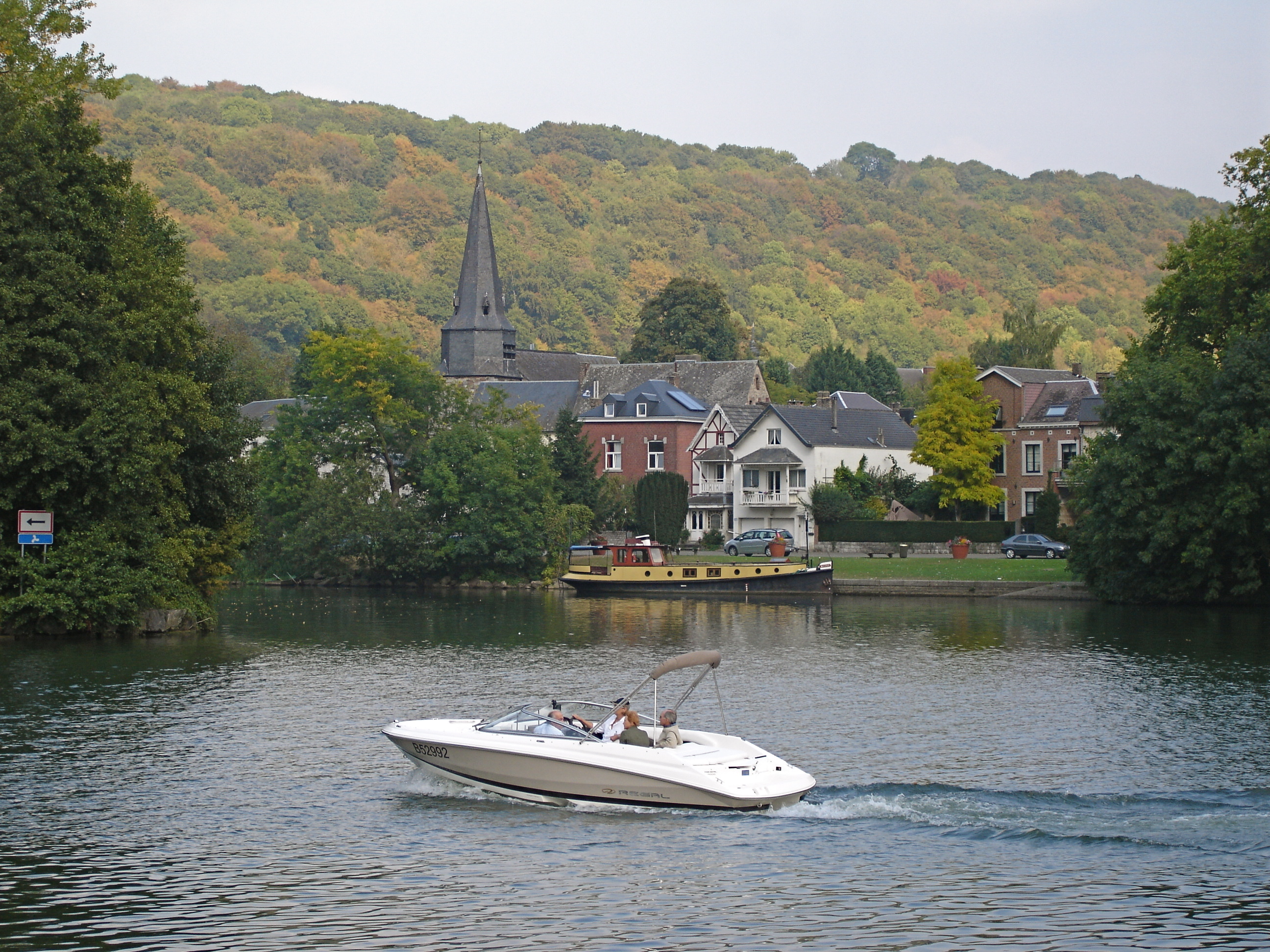
Vue de Dave depuis Wépion.
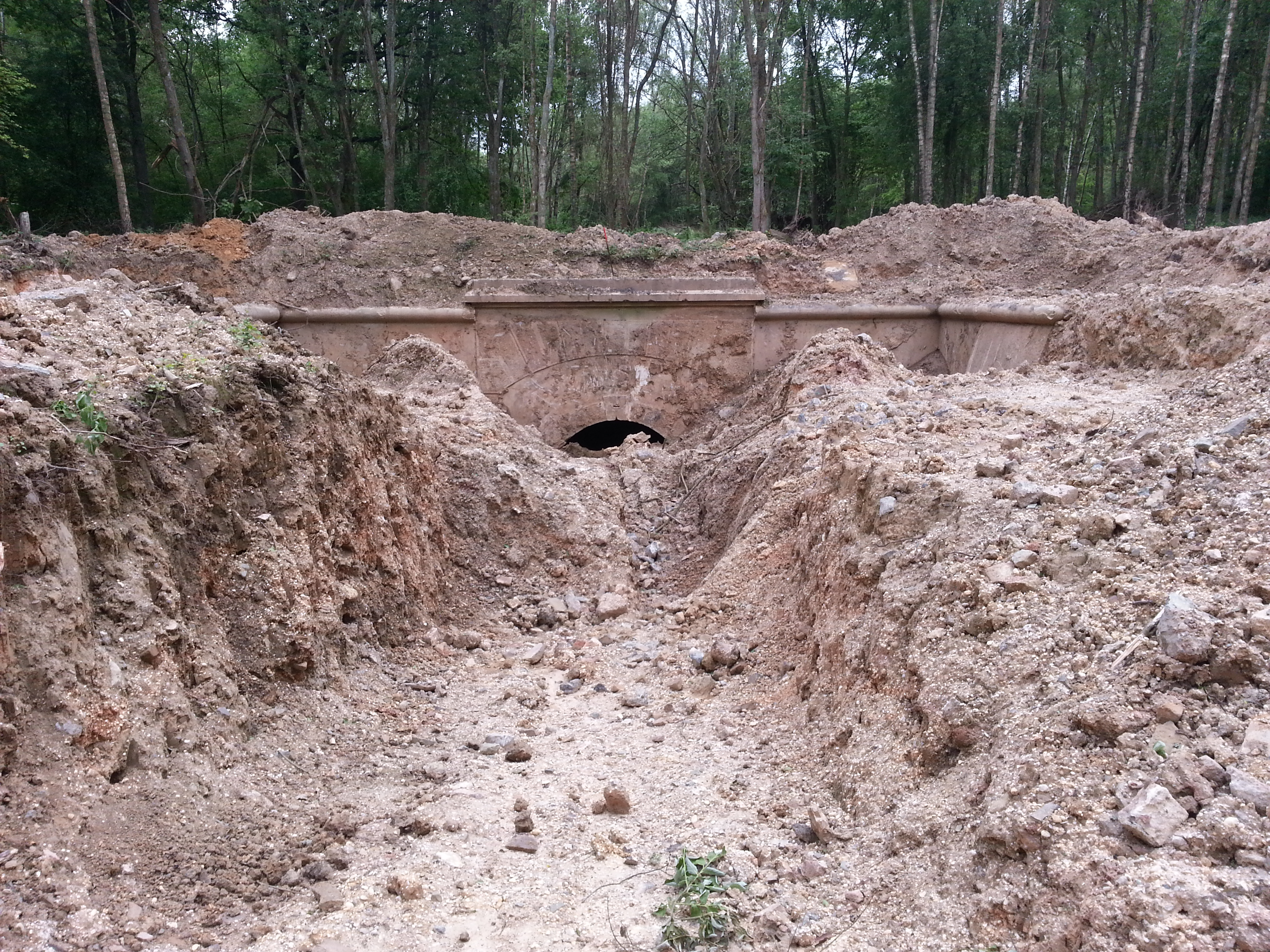
Entrée du Fort de Saint-Héribert.
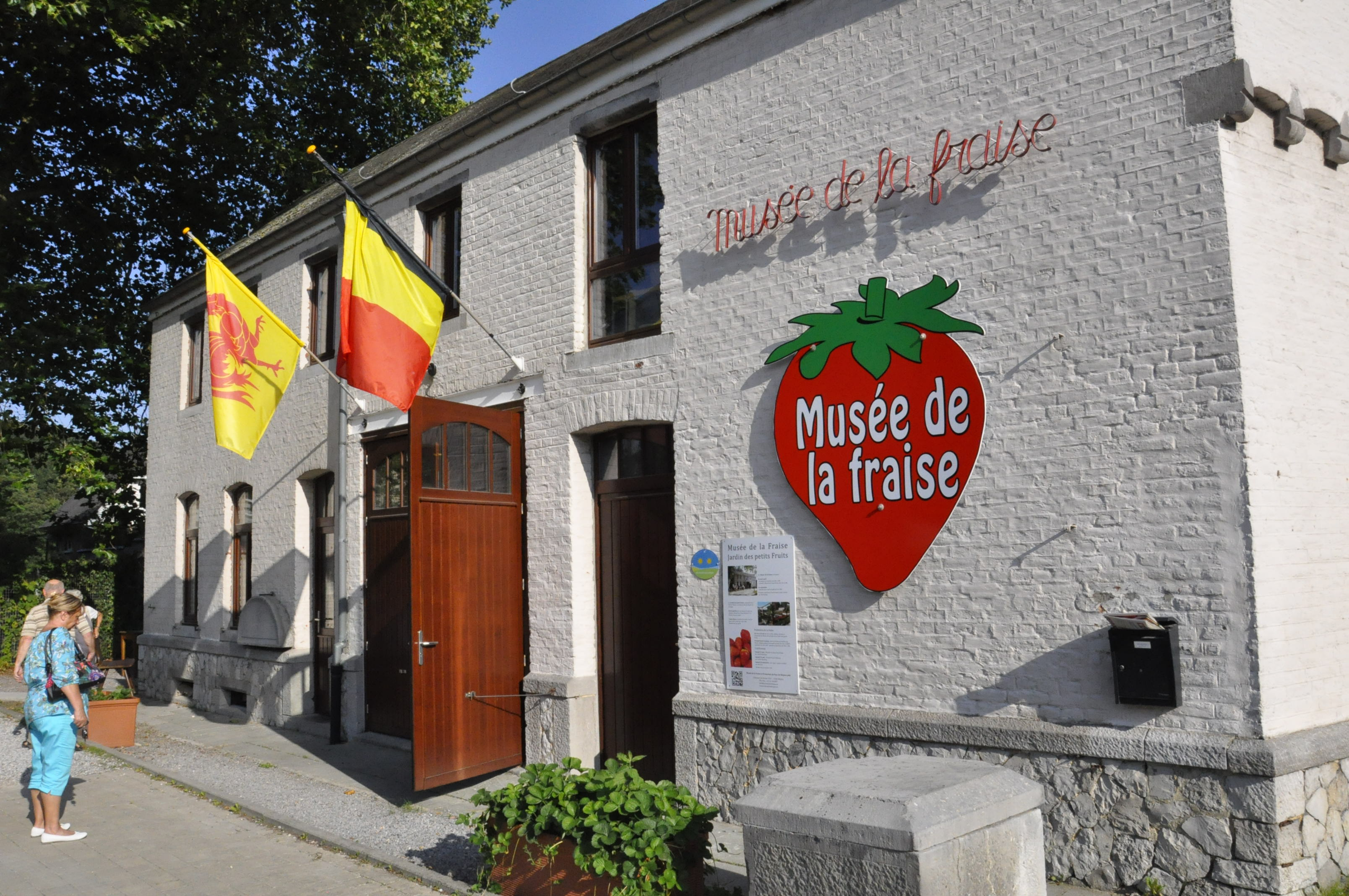
Musée de la Fraise.
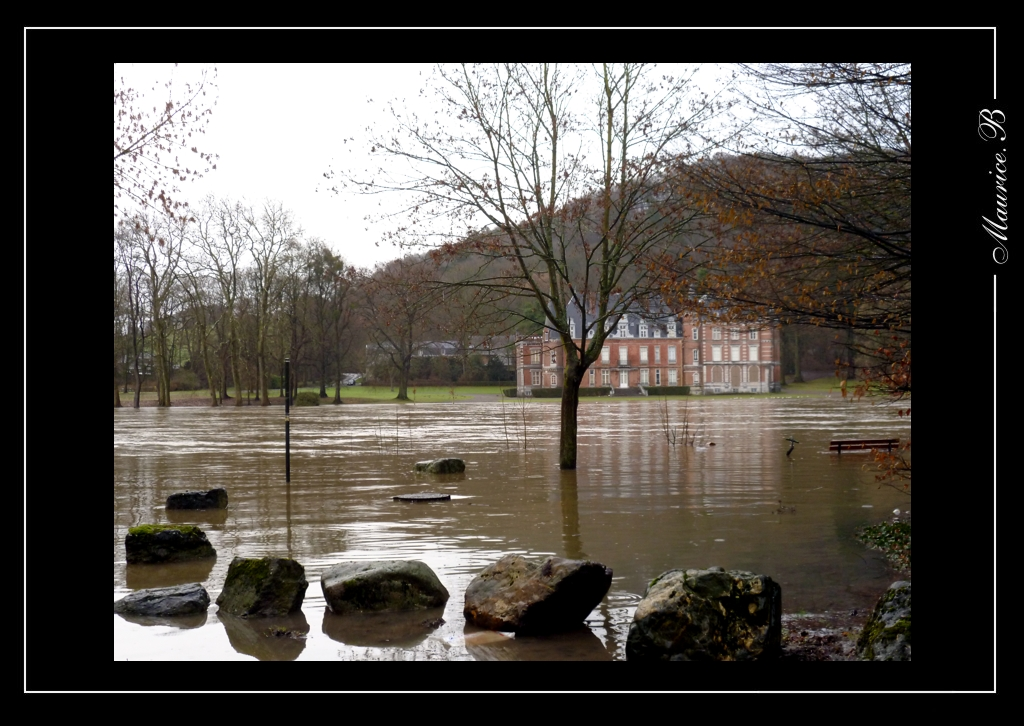
Le château Fernan Nunez.

## Économie
Wépion est célèbre pour ses fraises qui sont mises en vente durant la saison de ce fruit. Le marché de la Fraise de Wépion s'est surtout développé dans l'entre deux guerres et fut à son apogée dans les années 1960, quasiment chaque famille cultivait de la fraise. À cette époque, la criée de Wépion expédiait des fraises jusqu'à Rungis en France.
De nos jours, l'activité s'est fortement professionnalisée et l'on y commercialise, par la criée, des fraises de mai à août.

## Vie associative

### Jumelage
| Ville | Ville                | Pays | Pays      | Période     |
| ----- | -------------------- | ---- | --------- | ----------- |
|       | Biedenkopf           |      | Allemagne |             |
|       | La Charité-sur-Loire |      | France    |             |
|       | Neustadt an der Orla |      | Allemagne |             |
|       | Oostduinkerke        |      | Belgique  | depuis 1974 |

## Personnalités
- La joueuse de tennis Justine Henin vécut un temps à Wépion, en bord de Meuse, avant de s'installer dans la principauté de Monaco.